# Helle Johansen
Helle Johansen, norsk orienterare som tog silver i stafett vid VM 1985.